# آنتونی دروین
آنتونی دروین (انگلیسی: Anthony Deroin؛ زادهٔ ۱۵ مارس ۱۹۷۹) بازیکن فوتبال اهل فرانسه است.
از باشگاه‌هایی که در آن بازی کرده‌است می‌توان به باشگاه فوتبال کان اشاره کرد.